# 雄鶏 (紋章学)

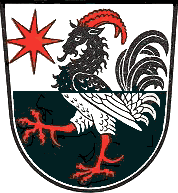
ヤギの頭を持つ雄鶏。ツィーゲンハインの紋章。

紋章における雄鶏（おんどり）は、「戦いの準備や覚悟ができていること」を暗示するものとして描かれることが多い。
図案はいくらか様式化されており、右 (紋章学においては、紋章を盾に見立て、盾を持つ者にとっての向きで定義する) を向いて片足を上げた姿で描かれることが多い。 翼を広げた雄鶏は、飛ぶ準備ができている、すなわち「戦う覚悟ができている」ことを暗示する。時には争う2羽の雄鶏が描かれることもある。爪を高く持ち上げた雄鶏は、議論または争いの姿とされる。爪や鶏冠、肉垂、蹴爪などは体とは別の色で描かれることも多い。雄鶏と雌鶏は図案では判別しづらい場合も多いが、鶏冠の大きさや蹴爪の有無で見分けがつくこともある。
雄鶏は、城門や三つ峰の山と共に描かれていることが多い。フランクフルト・アン・デア・オーダーの紋章が典型的なものである。
頭に被り物をさせたり、頭だけを描くこともある。チェコのトヴェボヴァの紋章のように頭が人面になったハーピー様のものや、ヴュルツブルクの学生ゲオルク・アイグルの紋章（1579年）のように魚の尾を持つもの (英語で cock with fish-tail、ドイツ語で Seehahn、フランス語では coq mariné という)、ツィーゲンハインの紋章のようにヤギの頭を持つキメラ様のものもある。
1789年から1804年にかけて、雄鶏はフランスの国章に描かれ、革命という闘争で勝ち取った自由を象徴していた。ヴェルサイユの紋章には珍しい双頭の雄鶏が描かれている。また、スイス福音国民党 (Evangelische Volkspartei) のロゴタイプは雄鶏をモチーフにしている。
ドイツ語圏では、紋章記述に "calekutischer Hahn"または "kalkutischer Hahn" とある場合、七面鳥を指すものとされる。この呼び方は東インドが由来である。紋章研究者ヨハン・ジープマッハーはその著書の中でベルンのヒュナーワーデル家の紋章を例として取り上げている。

## 例

レチン (ブランデンブルク州) の紋章
ゴルゾウ (ブランデンブルク州) の紋章
ゲーラハ (バイエルン州) の紋章
ハーン (ノルトライン＝ヴェストファーレン州) の紋章
ハーンハイム (ラインラント＝プファルツ州) の紋章
トヴェボヴァ (チェコ) の紋章
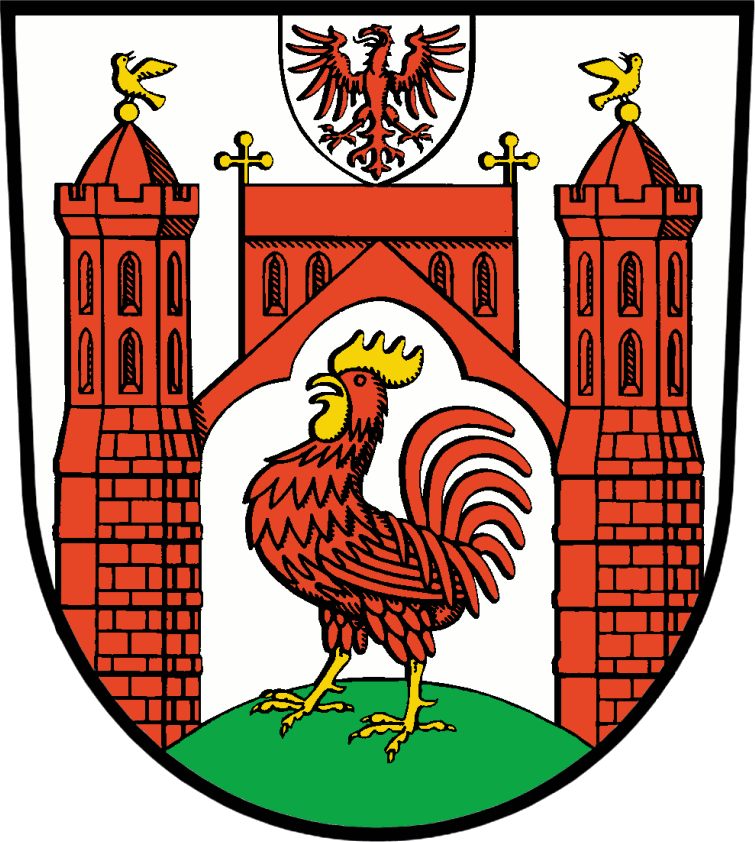
フランクフルト・アン・デア・オーダーの紋章
ズール (テューリンゲン州) の紋章
タールマッシンク (バイエルン州) の紋章
トヴィースト (ニーダーザクセン州) の紋章。クロライチョウ
ケンブリッジ大学ジーザス・カレッジの紋章
ヴェルサイユの紋章。双頭の雄鶏。
ケニアの国章
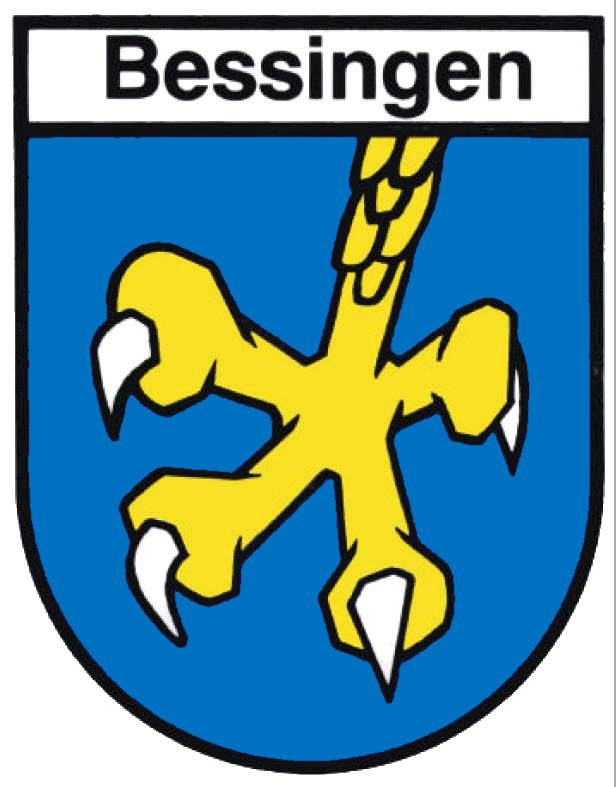
ベッシンゲン (ニーダーザクセン州) の紋章。雄鶏の足。

## 信仰とのかかわり
民間信仰では、雄鶏は闘志や戦闘態勢の象徴であり、警戒や日の出のシンボルでもある。アッシリア神話において雄鶏は火神ヌスクと太陽神シャマシュの象徴であった。ギリシャ神話では、アテーナー、アレース、ヘルメース、アポローン、アスクレーピオス、デーメーテール、ペルセポネーの聖鳥とされる。古代ローマ人は雄鶏を家の守護者の象徴とした他、アウグルと呼ばれる神官が雄鶏の鳴き声を判じて神託を得ることもあった。北欧神話では毎朝ヴァルハラの英雄を目覚めさせるグリンカムビや、ヨトゥンヘイムの巨人にラグナロクの訪れを知らせるフィアラルといった雄鶏が登場する。初期キリスト教では墓石やサルコファガスに雄鶏が復活の日を知らせるものとして描かれた。サン=プルサンのドゥランドゥスは雄鶏を「夜の案山子、説教者、眠りから目覚める者」として教会で飼育した。この他、民間信仰の中には「漆黒の雄鶏は7歳になると卵を産み、そこから竜が生まれる」というものもある。雄鶏は聖ガルスやルカニアの聖ヴィトゥスの象徴でもあり、「ペトロの否認」の逸話から、ペトロと雄鶏は時計職人の守護聖人とされている。

## ガリアの雄鶏

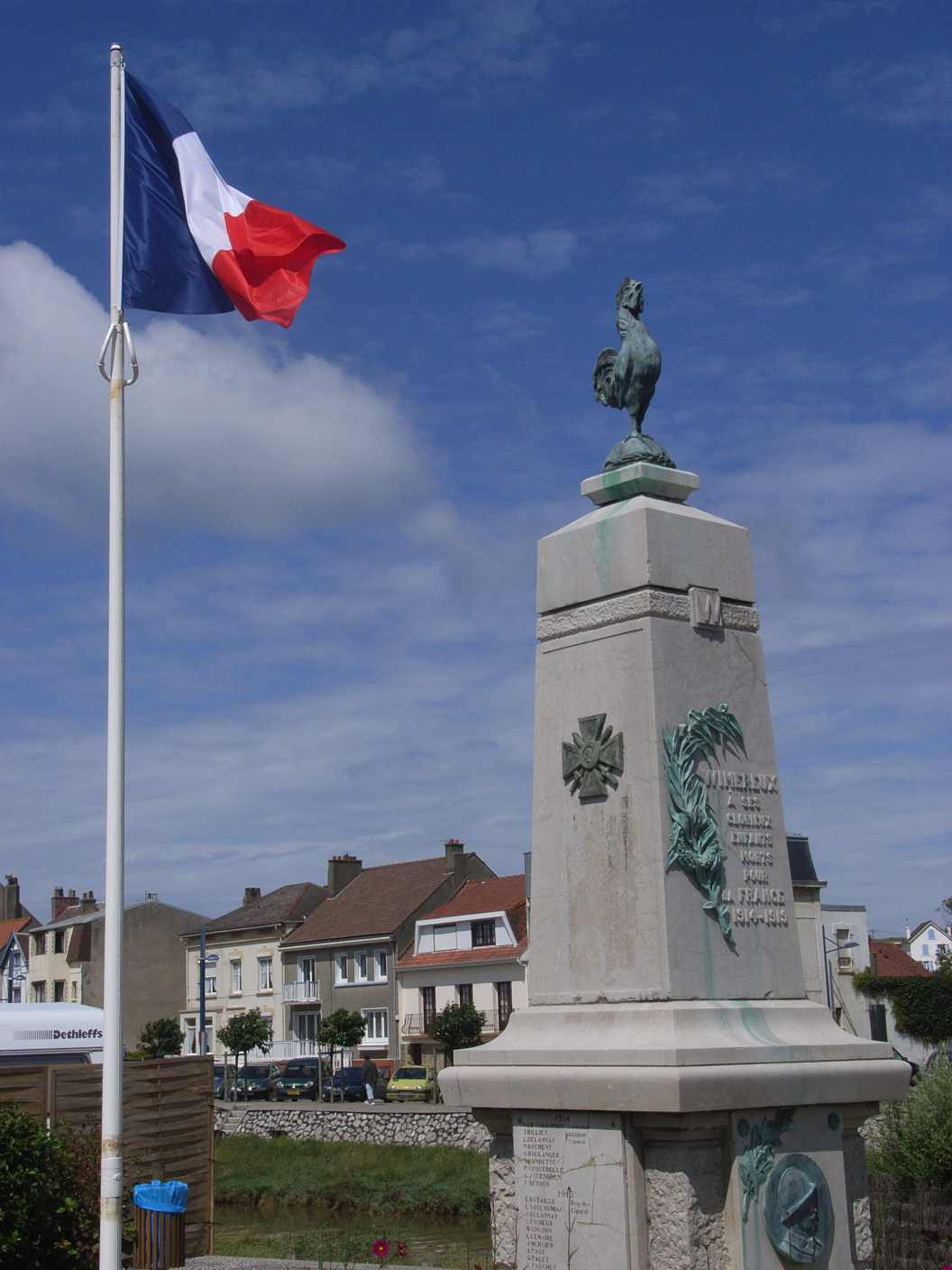
国のシンボルとして記念碑に配されたガリアの雄鶏

雄鶏は「ガリアの雄鶏」としてフランスの象徴とされている。古銭や墓石などの確実な証拠がないため起源は明確になってはいないが、ラテン語の gallus が「雄鶏」と「ガリア」 の2つの意味を持っていたことが原因だと考えられている。1789年のフランス革命では、国章に描かれたブルボン家の紋章が雄鶏に差し替えられた。さらに皇帝に即位したナポレオンは雄鶏を鷲に変えたが、復古王政で鷲は使われなくなった。その後、7月革命で再び雄鶏が使われるようになったが、1852年には再度鷲に変更された。
今日では、ガリアの雄鶏はベルギーのワロン地域およびフランス語共同体やサッカーフランス代表、ラグビーフランス代表の紋章に使われている。
フランスオリンピック委員会は、2015年4月からロゴにモダン化したガリアの雄鶏を用いている。
|  |

## コッペ
パッサウのケッペレ男爵 (Köppelle または Köppele) の紋章はコッペまたはカパウンと呼ばれている。紋章学者のオットー・フォン・ヘフナーは、これは貴族の家名を暗示するものだとしている。ヨハン・ヴォルフガング・ケッペレは1739年に神聖ローマ皇帝カール6世に取り立てられ、バイエルン選帝侯マクシミリアン3世ヨーゼフが男爵に叙した。